# Prima Divisione Calabria 1950-1951
Fu il quarto livello del campionato italiano di calcio e la 28ª edizione della Prima Divisione nonostante il declassamento subito da quando fu istituita. Il campionato fu organizzato e gestito dalle Leghe Regionali che emanavano autonomamente anche le promozioni in Serie C e le retrocessioni.
La Prima Divisione fu il massimo campionato regionale di calcio disputato in Calabria nella stagione 1950-1951.

## Calabria
Questi sono i gironi organizzati dalla Lega Regionale Calabra per la regione Calabria.

## Girone A

### Squadre partecipanti
| Club                            | Città                      | !Stagione precedente |
| ------------------------------- | -------------------------- | -------------------- |
| Soc. La Sportiva Cariatese      | Cariati (CS)               |                      |
| A.S. Cremissa                   | Cirò Marina (CZ)           |                      |
| S.S. Indomita                   | Cosenza                    |                      |
| U.S. Paolana (B=riserve)        | Paola (CS)                 |                      |
| Politano                        | Cosenza                    |                      |
| A.C. Rossanese                  | Rossano (CS)               |                      |
| U.S. San Giovanni               | San Giovanni in Fiore (CS) |                      |
| U.S. Vigor Nicastro (B=riserve) | Nicastro (CZ)              |                      |
| ?                               | ?                          |                      |
| ?                               | ?                          |                      |

### Classifica finale
|  | Pos. | Squadra      | Pt | G  | V | N | P | GF | GS | DR |
|  | ---- | ------------ | -- | -- | - | - | - | -- | -- | -- |
|  | 1.   | Cariatese    | ?? | 18 |   |   |   |    |    |    |
|  | 2.   | San Giovanni | ?? | 18 |   |   |   |    |    |    |
|  | 3.   | ???          | ?? | 18 |   |   |   |    |    |    |
|  | 4.   | ???          | ?? | 18 |   |   |   |    |    |    |
|  | 5.   | ???          | ?? | 18 |   |   |   |    |    |    |
|  | 6.   | ???          | ?? | 18 |   |   |   |    |    |    |
|  | 7.   | ???          | ?? | 18 |   |   |   |    |    |    |
|  | 8.   | ???          | ?? | 18 |   |   |   |    |    |    |
|  | 9.   | ???          | ?? | 18 |   |   |   |    |    |    |
|  | 10.  | ???          | ?? | 18 |   |   |   |    |    |    |

Legenda:

      Ammesso alla finale regionale.
Note:

Due punti a vittoria, uno a pareggio, zero a sconfitta.
Pari merito in caso di pari punti.

## Girone B

### Squadre partecipanti
| Club                      | Città                            | !Stagione precedente |
| ------------------------- | -------------------------------- | -------------------- |
| A.C. Aspromonte           | Santa Cristina d'Aspromonte (RC) |                      |
| U.S. Bagnarese            | Bagnara Calabra (RC)             |                      |
| S.S. Deliese              | Delianuova (RC)                  |                      |
| U.S. Gioiese              | Gioia Tauro (RC)                 |                      |
| C.R.A.L. Juventus         | Tropea (CZ)                      |                      |
| S.C. Mamerto              | Oppido Mamertina (RC)            |                      |
| S.S. Polistena            | Polistena (RC)                   |                      |
| A.S. Reggina (B= riserve) | Reggio Calabria                  |                      |
| A.S. Sambiase             | Sambiase (CZ)                    |                      |
| U.S. Vibonese             | Vibo Valentia (CZ)               |                      |

### Classifica finale
|  | Pos. | Squadra   | Pt      | G  | V | N | P | GF | GS | DR |
|  | ---- | --------- | ------- | -- | - | - | - | -- | -- | -- |
|  | 1.   | Reggina B | ??      | 16 |   |   |   |    |    |    |
|  | 2.   | Vibonese  | ??      | 16 |   |   |   |    |    |    |
|  | 3.   | Deliese   | ??      | 16 |   |   |   |    |    |    |
|  | 4.   | ???       | ??      | 16 |   |   |   |    |    |    |
|  | 5.   | ???       | ??      | 16 |   |   |   |    |    |    |
|  | 6.   | ???       | ??      | 16 |   |   |   |    |    |    |
|  | 7.   | ???       | ??      | 16 |   |   |   |    |    |    |
|  | 8.   | ???       | ??      | 16 |   |   |   |    |    |    |
|  | 9.   | ???       | ??      | 16 |   |   |   |    |    |    |
|  | --   | Sambiase  | Escluso |    |   |   |   |    |    |    |

Legenda:

      Ammesso alla finale regionale.
Note:

Due punti a vittoria, uno a pareggio, zero a sconfitta.
Pari merito in caso di pari punti.

## Girone finale
|  | Pos. | Squadra      | Pt | G | V | N | P | GF | GS | DR |
|  | ---- | ------------ | -- | - | - | - | - | -- | -- | -- |
|  | 1.   | Vibonese     | 7  | 6 |   |   |   |    |    |    |
|  | 2.   | Cariatese    | 6  | 6 |   |   |   |    |    |    |
|  | 2.   | Deliese      | 6  | 6 |   |   |   |    |    |    |
|  | 4.   | San Giovanni | 5  | 6 |   |   |   |    |    |    |

Legenda:
      Promosso in Promozione 1951-1952.
Regolamento:
Due punti a vittoria, uno a pareggio, zero a sconfitta.
Pari merito in caso di pari punti se non in zona promozione/finali.

### Giornali
- Archivio della Gazzetta dello Sport, stagione 1950-51, consultabile presso le Biblioteche:
  - Biblioteca Nazionale Braidense di Milano,
  - Biblioteca Nazionale Centrale di Firenze,
  - Biblioteca Nazionale Centrale di Roma,
  - Biblioteca Civica Berio di Genova,
  - e presso Emeroteca del C.O.N.I. di Roma (non è online ma è da consultare in sede).

### Libri
- Almanacco illustrato del calcio 1951, Milano-Roma, Rizzoli, 1950.